# Michael H. Hart
Michael H. Hart (* 28. April 1932 in New York City) ist ein amerikanischer Astrophysiker. Neben seinem Beruf betätigte sich Hart als Schriftsteller und ist Fürsprecher einer Rassentrennung in den Vereinigten Staaten. 

## Leben

### Studium und Lehre
Hart ist Absolvent der Bronx High School of Science. Während des Koreakrieges ging er zur U.S. Army. Den unteren akademischen Grad erhielt er an der Cornell University im Fach Mathematik, und promovierte zum Ph.D. in Astrophysik an der Princeton University. Darüber hinaus besitzt er akademische Grade in Physik, Astronomie, Informatik und der Rechtswissenschaft. Hart arbeitete als Forscher bei der NASA, bevor er einen Ruf an die Trinity University in San Antonio, Texas auf eine Professur für Physik annahm. Zudem unterrichtete er sowohl Astronomie als auch Wissenschaftsgeschichte am Anne Arundel Community College in Arnold, Maryland. Seine Veröffentlichungen in wissenschaftlichen Zeitschriften enthalten mehrere detaillierte Computersimulationen der Erdatmosphäre. In einem 1975 publizierten Artikel führte er Argumente für die These an, dass in der Milchstraße nur auf der Erde intelligentes Leben entstanden sei.

### Geschichtliche Werke
1978 erschien sein Buch The 100: A Ranking of the Most Influential Persons in History (dt. „Die 100 einflussreichsten Persönlichkeiten der Menschheitsgeschichte.“). Es wurde in 15 Sprachen übersetzt und mehr als 500.000 mal verkauft. Hart setzte Prophet Mohammed auf den ersten Platz, da laut seiner Aussage keiner vor und nach Mohammed die Menschheitsgeschichte so sehr beeinflusst hat.
1999 veröffentlichte Hart das Buch „A View from the Year 3000“ – eine Geschichte der Zukunft, in welcher er sowohl technische Fortschritte als auch politische Entwicklungen betrachtet.
In dem Buch „Understanding Human History“ beschreibt Hart die Geschichte der Menschheit – beginnend vor 100.000 Jahren und bis ins 20. Jahrhundert führend. Darin enthalten sind Erörterungen über alle wesentlichen Gebiete der Erde, wobei ein Fokus auf den Intelligenzunterschieden zwischen verschiedenen Menschengruppen liegt. Hart untersucht in diesem Buch die vielen Konsequenzen, die solche Unterschiede auf die Ereignisse der Menschheitsgeschichte haben – von der Prähistorie bis heute. Das Buch enthält eine Fülle von Daten, Tabellen und Karten, eine ausführliche Bibliographie und einen gründlichen Index.
In einem seiner Artikel stellte Hart die Autorschaft Shakespeares an den ihm zugeschriebenen Werken in Frage und vertrat die These, dass sie von Edward de Vere geschrieben worden seien.
In einem weiteren Paper vertrat Hart die Auffassung, dass eine Zukunft mit einem Jugoslawien-ähnlichen ethnischen Konflikt innerhalb der Vereinigten Staaten durch eine Teilung des Landes in drei verschiedene Staaten verhindert werden könne: einen integrierten multirassischen Staat, einen weißen Staat und einen schwarzen Staat.

### Rassenkonferenzen
Im Jahre 1996 sprach Hart auf einer Konferenz, die von Jared Taylors „rassen-realistischer“ Organisation „American Renaissance“ organisiert wurde, über die notwendige rassenmäßige Aufteilung der Vereinigten Staaten. Hart schlug eine Dreiteilung vor, mit einem Gebiet für weiße Separatisten, einem für schwarze Separatisten und einem weiteren für eine multirassische Nation. Er sagte, dass eine friedliche und freiwillige Aufteilung der einzige Weg sei, Gewalt zu verhindern.
Bei der 2006 gehaltenen American Renaissance Konferenz hatte Michael Hart, der selbst Jude ist, einen öffentlichen Disput mit David Duke, einem früheren Grand Wizard des Ku-Klux-Klan und Abgeordneten im Repräsentantenhaus von Louisiana über dessen „antisemitische“ Äußerungen.
2009 organisierte Hart in Baltimore eine Konferenz mit dem Titel „Preserving Western Civilization“, welche die Notwendigkeit einer Verteidigung von „Amerikas judäo-christlichem Erbe und seiner europäischen Identität“ gegen Einwanderer, Muslime und Afroamerikaner zum Thema hatte. Zu den eingeladenen Rednern gehörten Lawrence Auster, Peter Brimelow, Steven Farron, Julia Gorin, Lino A. Graglia, Henry C. Harpending, Roger D. McGrath, Pat Richardson, J. Philippe Rushton, Srdja Trifković, und Brenda Walker.

## Bibliographie
- The 100: A Ranking of the Most Influential Persons in History, 1978 (Verbesserte Auflage, 1992)
- Extra-Terrestrials, Where Are They? (mit Ben Zuckerman als Mitherausgeber), 1982
- A View from the Year 3000 (Poseidon Press, 1999)
- Understanding Human History (Washington Summit Publishers, 2007).
- Restoring America (VDARE, 2015) ISBN 978-1-312-87570-8.